# Liste des gouverneurs de la préfecture d'Ishikawa
Liste des gouverneurs de la préfecture d'Ishikawa :

## Gouverneurs élus (depuis 1947)
| Nom               | Investiture     | Fin du mandat   | Nombre de mandat(s) | Parti                                                      |
| ----------------- | --------------- | --------------- | ------------------- | ---------------------------------------------------------- |
| Wakio Shibano     | 12 avril 1947   | 19 janvier 1955 | 2                   | Sans étiquette                                             |
| Jūjitsu Taka      | 24 février 1955 | 19 février 1963 | 2                   | Sans étiquette PLD                                         |
| Yōichi Nakanishi  | 20 février 1963 | 2 février 1994  | 8                   | PLD Sans étiquette (à partir de 1987 et de la 7e élection) |
| Masanori Tanimoto | 29 mars 1994    | mars 2022       | 5                   | Sans étiquette                                             |
| Hiroshi Hase      | mars 2022       |                 |                     |                                                            |